# Atala (novela)
Atala, o Los amores de dos salvajes en el desierto como también se le conoce, es una de las primeras novelas del escritor francés François-René de Chateaubriand, publicada por primera vez el 2 de abril de 1801. Esta obra estuvo inspirada en los viajes que realizó a los Estados Unidos al huir de la Revolución. Dicha novela tuvo un gran impacto en el Romanticismo temprano, lo cual se puede medir por las cinco ediciones que tuvo en su primer año, así como las traducciones que se realizaron en los años inmediatos.
Junto con René, comenzó como un fragmento desechado de una larga epopeya en prosa que el autor había compuesto entre 1793 y 1799 titulado Les Natchez (Los Natchez), el cual no se publicó sino hasta 1826. En 1802 tanto Atala como René fueron publicados como parte de Génie du christianisme (Genio del cristianismo).

## Trama
Un joven francés desilusionado por su exilio en Norteamérica, René, se ha unido a una tribu india y se ha casado con una mujer llamada Céluta. En una expedición de caza, a media noche, René le pregunta a Chactas, el hombre ya en una edad avanzada y que le adoptó, narrar su vida.
A la edad de 17 años, Chactas un Natchez, perdió a su padre durante una batalla contra los Muscogees Después de ello, huye a San Agustín, Florida, en la que se crio en la casa del español López. Tras dos años y medio, ya con 19 años, decidió volver a su hogar, pero es capturado por los Muscogees y Seminoles, tribu enemiga de los Natchez. El Jefe Simagan lo sentencia a ser quemado en su pueblo.
Las mujeres se compadecen de él durante las semanas de viaje regreso a sus tierras, y cada noche le llevan obsequios. Atala, la hija cristiana y mestiza de Simagan, trata en vano de ayudarlo a escapar. A su llegada a Apalachula, sus ataduras son soltadas y se salva de la muerte por intervención de ella. Escapan y deambulan por el desierto durante 27 días antes de ser atrapados por una tormenta. Mientras se refugian, Atala le dice a Chactas que su padre era López, por lo que cae en cuenta que ella es la hija de su antiguo benefactor.
Unos relámpagos caen y golpean un árbol, por lo que corren al azar, y en ese momento escuchan la campana de una iglesia. En el encuentro con un perro, son recibidos por su dueño, Père Aubry, y él los lleva a través de la tormenta a su misión. La bondad y la fuerza de la personalidad de Aubry impresionan Chactas en gran medida.
Atala cae enamorada de Chactas, pero no se puede casar con él pues su madre, india cristiana, juró cuando ella nació casi muerta, que su hija permanecería virgen y nunca se casaría si lograba sobrevivir. En medio de la desesperación Atala, en su ignorancia de la fe, cree poner en peligro la salvación eterna del alma de su madre si falta al voto de virginidad, por lo que decide tomar veneno, desconociendo que los hombres no pueden jamás quitarse la vida, como luego le explica el Padre Aubry. El sacerdote piensa que ha caído enferma, pero en presencia de Chactas ella revela que se ha envenenado, por lo que Chactas cae en cólera hasta que el misionero les dice que el cristianismo permite renunciar en algunos casos al juramento de castidad, mas aun si fue hecho imprudentemente por un tercero y que en este caso podría haberse hecho. Le tienden y cuidan de ella, pero irremediablemente muere, luego de confesarse, recibir el santo Viático y pedir a su amado que abrace la fe católica por amor a ella. Al día siguiente del funeral de Atala, Chactas toma el consejo de Aubry y deja la misión.
En un epílogo se revela que Aubry fue más tarde martirizado por los Cherokees, y que, según la nieta de Chactas, ni René ni el viejo Chactas sobrevivieron a una masacre ocurrida durante una revuelta. Ambos se bautizaron en la fe católica antes de morir. La relación completa de las vivencias de Chactas después de la muerte de Atala se encuentran en Les Natchez, donde también se da una versión diferente de sus destinos.

## Temática
Esta obra condena la idea y los elogios realizados por los philosophes, intelectuales del siglo XVIII, del “buen salvaje” y sostiene con firmeza la fuerza civilizadora de la fe católica. El autor insistió en que Chactas, el indio natchez, era «más que medio civilizado», y por tanto los valores del cristianismo y el de europeización son considerados conceptos muy cercanos. Sin embargo la decisión de retratar al menos a dos indios con simpatía, molestó a las generaciones posteriores de lectores, cuyas opiniones habían sido moldeadas por los preceptos del racismo científico. No obstante, estas aclaraciones son realizadas por Chateaubriand en los prefacios, en los cuales también manifiesta la postura de la supremacía del catolicismo frente a todas las otras religiones. Por ello, también se ha debatido su postura política en la época en que estuvo exiliado durante la Revolución francesa, en contraste con sus textos, no sólo literarios en la época de Restauración con Napoleón.
Otros de los temas del libro que resultan polémicos entre los lectores y críticos posteriores es el de la flora norteamericana. Aunque recorrió algunos de los territorios norteamericanos, por lo que se sabe de sus vivencias, nunca visitó los territorios del sur que describe en Atala, o en otras de sus obras como Les Nátchez, René y Yemo. Dichas descripciones están basadas en las obras escritas por los naturalistas de la época.
La historia está narrada en primera persona por el protagonista, ya con 73 años, Chactas, cuya historia ha sido preservada por una tradición oral entre los seminoles.

## Atalaen el arte
La obra de Chateaubriand, dentro del movimiento romántico, ha inspirado a diversos artistas, plasmando algunos de los episodios de Atala, especialmente los últimos momentos y la muerte de ella y Chactas y Aubry a su lado.

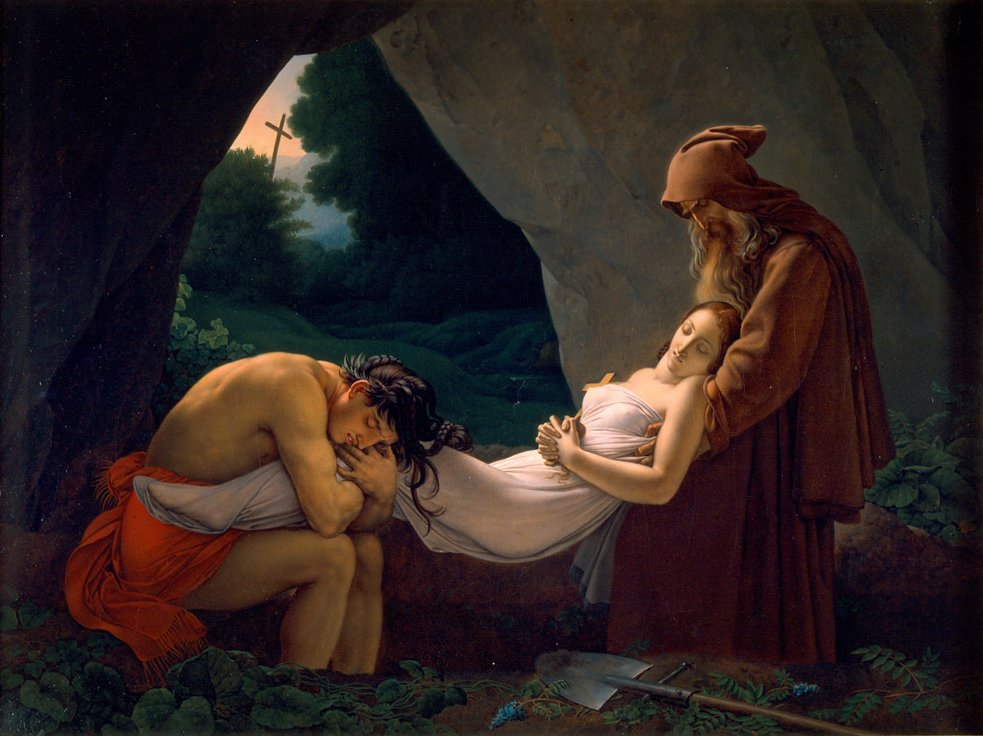
Anne-Louis Girodet de Roussy-Trioson, El funeral de Atala
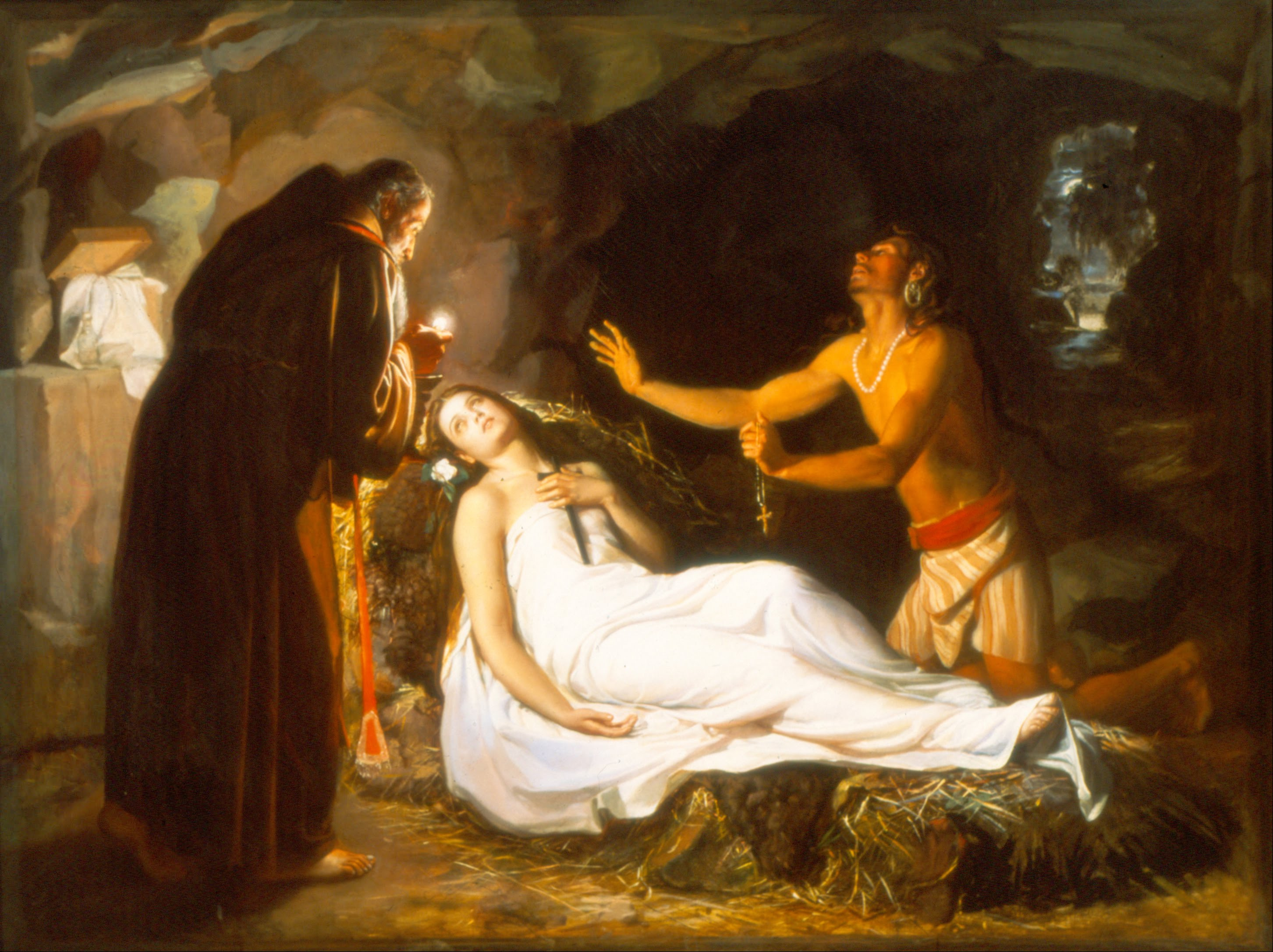
Luis Monroy, Últimos momentos de Atala
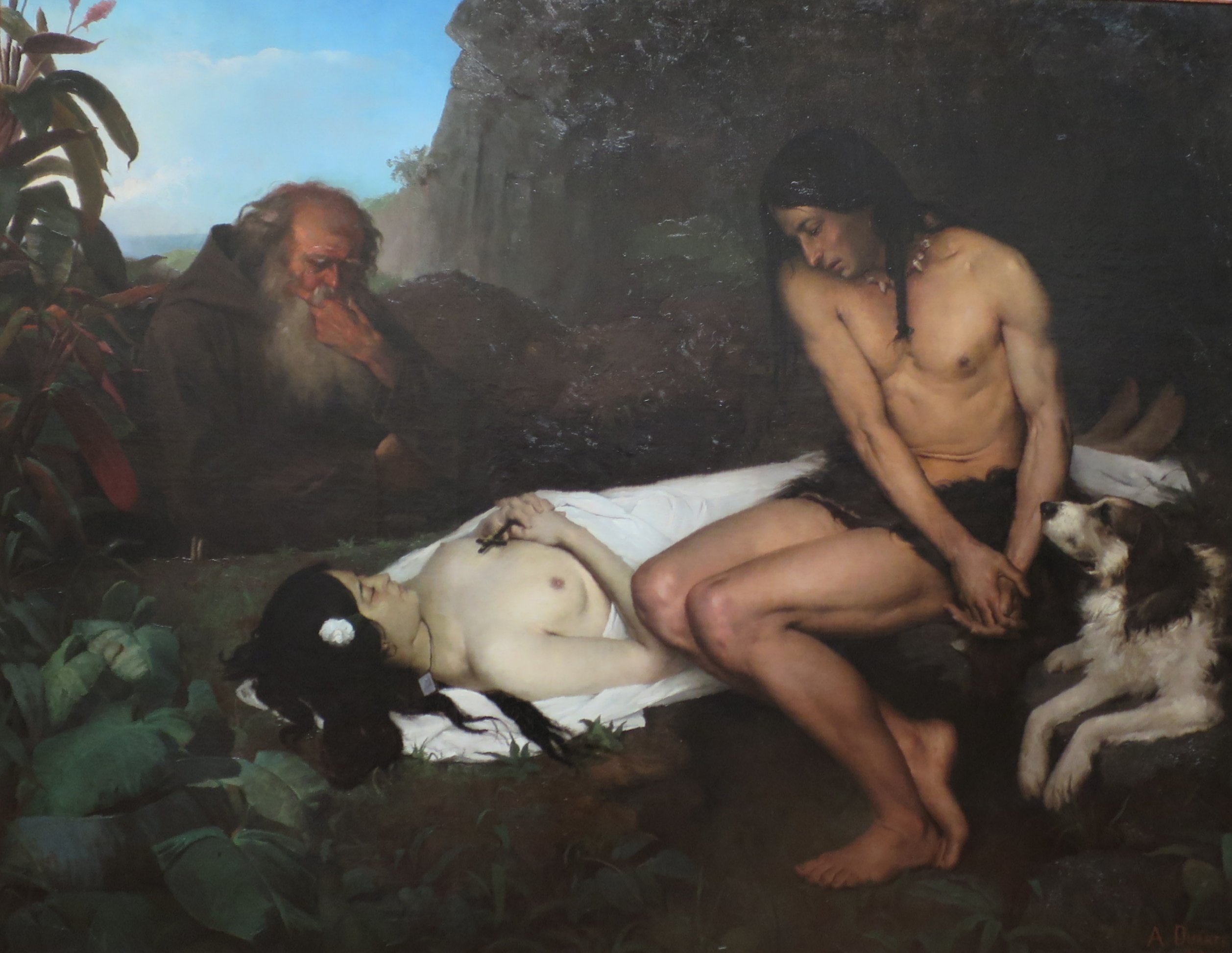
Augusto Rodrigues Duarte, El funeral de Atala
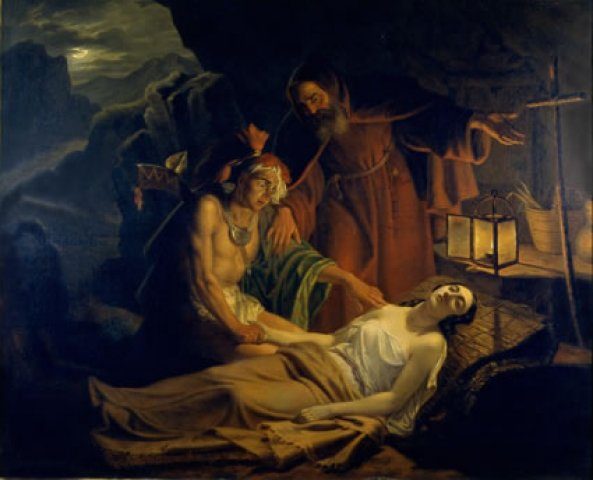
Cesare Mussini Atala

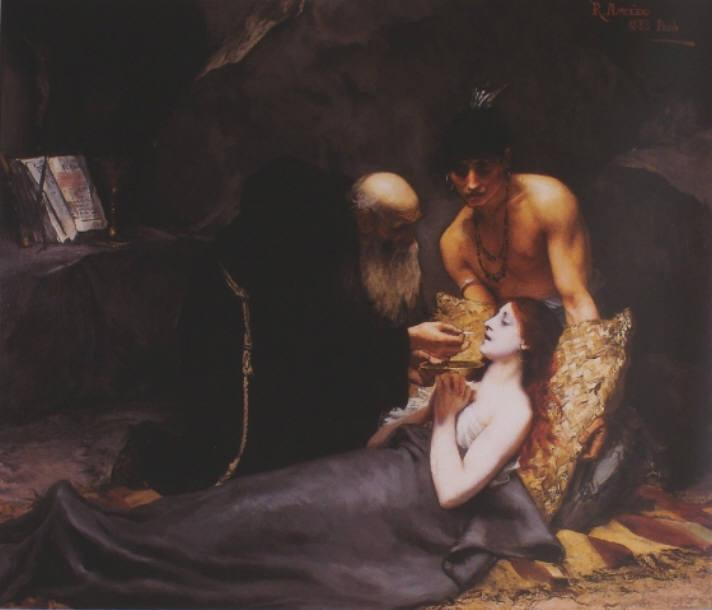
Rodolpho Amoedo La muerte de Atala
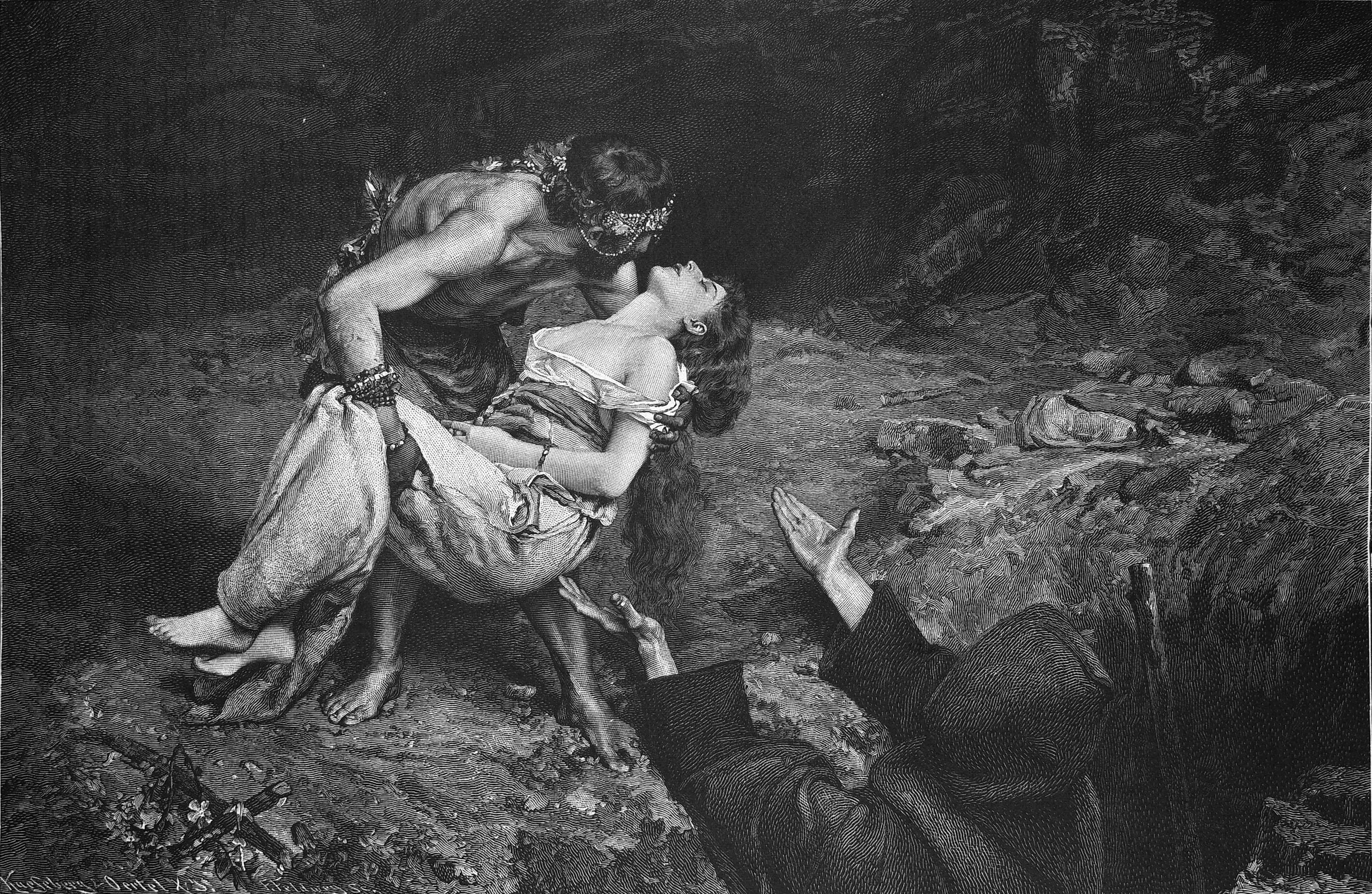
Gustave-Claude-Etienne Courtois El enterramiento de Atala
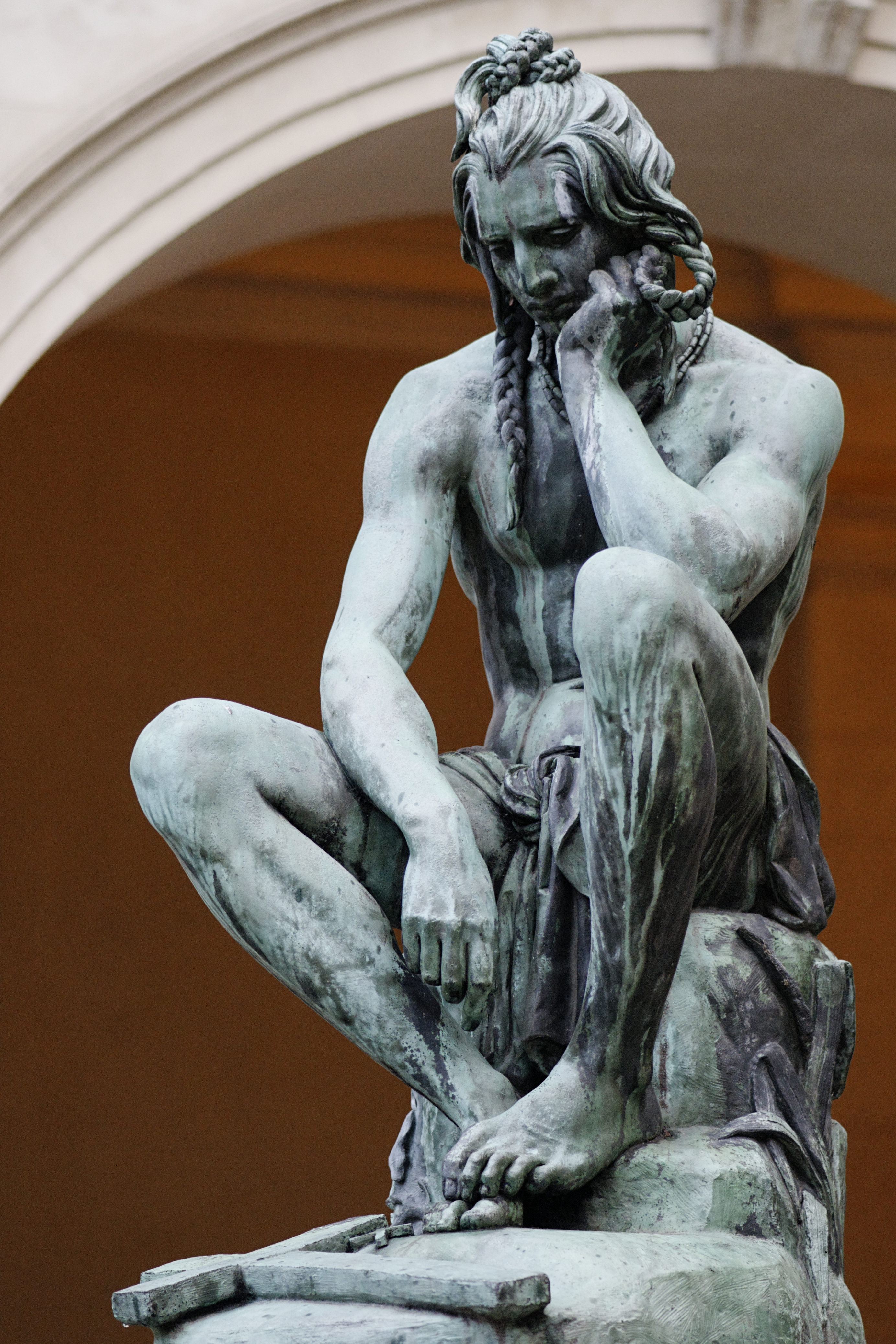
Francisque Joseph Duret Chactas en la tumba de Atala